# René Schmidt
René Schmidt (født 1968) er en dansk billedkunstner som er uddannet fra Kunstakademiet i 2000. Schmidt modtog Eckersberg Medaillen i 2020. Derudover har han modtaget et treårigt arbejdslegat fra Statens Kunstfond, Astrid Noacks hæderslegat og Billedhugger Kai Nielsens Mindelegat. Han bor i Viborg.

## Værker
- Bjerget (2013) – bygningsudsmykning på Institut for Idræt og Biomekanik, Syddansk Universitet, Odense.[5]
- René Schmidt skal udsmykke den kommende Sluseholmen Station i Københavns Metro.[6]

- 2019 Klaus Rifbjerg var her, Vatnavej, Breidablik Allé og Ingolfs Allé, (Rifbjergs Plads) Amager
- 2016 Retten på Frederiksberg
- 2015 Amager fælled skole
- 2015 Hotel Nyborg strand
- 2014 Viborg Rådhus